# Branded to Kill
Branded to Kill (殺しの烙印 Koroshi no rakuin) ist ein japanischer Gangsterfilm unter Regie von Seijun Suzuki aus dem Jahr 1967. Er gilt als einer der bedeutendsten Yakuza-Filme.

## Handlung
Goro Hanada gilt als drittbester Profikiller Japans und lebt mit seiner nudistischen Frau Mami im Luxus. Auf einer Mission für den Yakuzaboss Yauhara gelingt es ihm, den zweitbesten und den viertbesten Profikiller auszuschalten. Anschließend erhält Hanada weitere Aufträge von Yabuhara, die er zunächst erfolgreich ausführt. Von Misako, einer geheimnisvollen Frau mit Todeswunsch, die tote Schmetterlinge sammelt, bekommt Hanada schließlich den ebenso wichtigen wie schwierigen Auftrag, einen Ausländer zu erschießen. Im entscheidenden Moment setzt sich allerdings ein Schmetterling auf Hanadas Waffe, wodurch die Kugel das Ziel verfehlt: Der Ausländer wird nur verletzt, eine unbeteiligte Frau aber getötet. Wegen seines Versagens verliert Hanada seinen Rang und steht nun selbst auf der Abschussliste.
Hanada will zunächst aus Japan flüchten, seine eigene Frau schießt ihn aber nieder und setzt die Wohnung in Brand. Nur mit Mühe kann Hanada aus dem Feuer lebend entkommen. Anschließend nimmt er erneut Kontakt mit Misako auf, die ebenfalls den Auftrag hat, Hanada umzubringen. Hanada kann die Todessüchtige allerdings zum Sex mit dem Versprechen verführen, sie anschließend zu erschießen. Später sieht er sich allerdings dafür nicht im Stande, da er sich in Misako verliebt hat, weshalb er sich für einen schlechten Profikiller hält. Als Hanada jedoch seiner untreuen Frau wiederbegegnet, tötet er diese trotz ihres Flehens, sie am Leben zu lassen. Vor ihrem Tod verrät seine Frau ihm noch den Hintergrund seiner Aufträge, die er für Yabuhara ausführen sollte. Hanada wartet anschließend auf Yabuhara, doch der Gangsterboss wird zuvor erschossen.
Der Killer kehrt in Misakos Appartement zurück, wo er an einem Filmprojektor sieht, dass Misako gefangen, gefoltert und offenbar getötet wurde. Am nächsten Tag wird Hanada von mehreren Profikillern an einem Wellenbrecher angegriffen, kann sie allerdings durch sein Können alle ausschalten. Daraufhin nimmt der berühmte Profikiller Nummer Eins mit ihm Kontakt auf. Nummer Eins kündigt nun Hanada an, ihn bald töten zu wollen, fährt ihn allerdings zunächst noch friedlich zu Misakos Appartement. Dort verschanzt sich Hanada mit wachsender Verzweiflung vor Nummer Eins, der ihn psychologisch zu zerstören sucht. Nummer Eins zieht schließlich bei Hanada ein, sie schließen einen temporären Friedensvertrag und schlafen und essen sogar gemeinsam. Er erfährt dabei, dass Nummer Eins den Mord an Yabuhara begangen hat und Misako noch am Leben ist. Hanada ist dennoch die ganze Zeit angespannt. Später kann sich Nummer Eins davonmachen und kündigt Hanada an, sich zu einer finalen Auseinandersetzung in einer Boxhalle zu treffen.
Nummer Eins taucht zunächst über Stunden nicht auf, was Hanada fast in den Wahnsinn treibt. Schließlich schießt Nummer Eins auf ihn, aber Hanadas Stirnreif stoppt die Kugel und er schießt zurück. Nummer Eins fällt zu Boden, kann Hanada aber noch vor seinem eigenen Tod anschießen. Hanada rennt wie verrückt durch den Boxring und erklärt sich zur neuen Nummer Eins. Misako hatte überlebt, sie betritt die Arena, wird aber von Hanada instinktiv erschossen.

## Hintergrund
Suzuki erhielt die Aufgabe, Branded to Kill zu drehen, erst wenige Tage vor Drehbeginn. Daher entwickelte er auch viele Ideen erst während der Dreharbeiten und bezog die Schauspieler und den Stab des Films in seine jeweiligen Pläne ein. Bei seiner Veröffentlichung war Branded to Kill ein Misserfolg beim Publikum, woraufhin Suzukis Filmstudio Nikkatsu, die seinen immer surrealistischer und exzentrischer werdenden Filmstil schon länger kritisch sahen, ihn fristlos entließen. Suzuki, der rund zehn Jahre für das Studio gearbeitet und zumeist überzeugende Arbeit geliefert hatte, klagte mithilfe von Studentengruppen und befreundeten Filmemachern. Den Prozess auf Schadensersatz, der große Aufmerksamkeit erzielte, gewann Suzuki – allerdings geriet er auf eine Art Schwarze Liste und die folgenden zehn Jahre konnte er keinen Film mehr drehen, da alle großen japanischen Filmstudios ihn nicht beschäftigen wollten.
2001 drehte Suzuki mit dem Film Pisutoru opera eine Art Fortsetzung, in der ein gealteter Goro Hanada als Nebenfigur auftritt (diesmal nicht von Shishido, sondern von Mikijirō Hira gespielt). In diesem Film hat sich die ehemalige Nummer Eins aus dem Killergeschäft zurückgezogen und wird ehrenvoll als „Nummer Null“ bezeichnet.

## Kritiken
Bei Rotten Tomatoes besitzt der Film eine Wertung von 100 %, basierend auf 22 Kritiken, mit einer Durchschnittswertung von 8,3 Punkten. Der Film-dienst schrieb, Branded to Kill sei eine „düster-nihilistische Variante des japanischen film noir“, die „gewollte Künstlichkeit und große Gewalttätigkeit“ besitze.